# Mjesečevo sjeme
Mjesečevo sjeme (lat. Menispermum), maleni biljni rod grmastih penjačica iz porodice Menispermaceae. Postoje dvije priznate vrste koje su raširene po Aziji (M. dauricum) i Sjevernoj Americi (M. canadense).
Naziv roda dolazi po obliku sjemena. Biljka je otrovna, ali i ljekovita. Sioux Indijanci koristili su kanadsko mjesečevo sjeme u svojoj medicini, pa je i okrug Yellow Medicine u Minnesoti, dobio ime po po žutom korijenu te biljke.
Opisan je u Species Plantarum 1: 340. 1753.